# Lukujärvi
Lukujärvi är en sjö i Finland. Den ligger i Letala stad i landskapet Egentliga Finland, i den sydvästra delen av landet, 200 km väster om huvudstaden Helsingfors. Lukujärvi ligger 15,1 meter över havet. I omgivningarna runt Lukujärvi växer i huvudsak barrskog. Arean är 1,2 kvadratkilometer och strandlinjen är 11,51 kilometer lång. Sjön  ingår i Sirppujokis huvudavrinningsområde. 
I övrigt finns följande vid Lukujärvi:
- Miehonjärvi (en sjö)
- Pitkäjärvi (en sjö)
- Särkijärvi (en sjö)